# クリティカルセクション
クリティカルセクション (英: critical section) または危険領域は、コンピュータ上において、単一の計算資源（リソース）に対して、複数の処理が同時期に実行されると、破綻をきたす部分を指す。クリティカルセクションにおいては、排他制御を行なうなどしてアトミック性を確保する必要がある。
リソースの同一性が保証されなくなる可能性がある場合は、クリティカルセクションでは常に排他制御を行なう必要がある。プロセス内の共有資源に複数のスレッドがアクセスする可能性がある場合は、スレッド間の排他制御を行なう。一方、ファイルや共有メモリに代表されるシステム全体の共有資源に複数のプロセスがアクセスする可能性がある場合は、スレッド間だけでなくプロセス間の排他制御も行なう必要がある。
クリティカルセクションの排他制御ではデッドロックに注意する必要がある。

## 例
ウェブページの来訪者数を表すカウンタのプログラムを例にとって説明する。カウンタのプログラムはおおまかに次の処理からなる。
1. ディスク等の記憶装置上のファイルから現在のカウンタの値をメモリに読み出す
2. メモリ上でカウンタの値を1増やす
3. カウンタの値をメモリから記憶装置に書き戻す

実際はこれらの処理それぞれが複数の細かい命令群からなるのが普通である。
プログラムのプロセスは常に1つだけ実行されるが、個々のアクセスはタスク化され、それを処理する複数のスレッドに分配されるものとする。

### 排他制御を使用しない場合
ここで、現在ディスクに書き込まれているカウンタの値が100だったとする。
ユーザーAがこのウェブページを訪れ、カウンタプログラムのスレッドAが実行され始めたとしよう。スレッドAは処理1でカウンタの値を読み出し（値は100）、処理2で値を増やす（値は101）。次に処理3で値を書き戻すのだが、ここでユーザーBがウェブページを訪れたことにより別のスレッドBが実行され、すぐさまコンテキストスイッチが起きて処理がスレッドBに移されたとする。スレッドBがカウンタの値を読み出すと値は100になる。なぜならば、スレッドAがまだ処理3を完了していないため、ディスク上の値は変化していないからである。そして、スレッドBは値を増やし、その結果の101という値をディスクに書き込み、スレッドを終了する。次に再びスレッドAに処理が移り、スレッドAは処理3を行ない、ディスクには101という値が書き込まれて、スレッドAも処理を終える。
結果として、ユーザーAとユーザーBの2人がページを訪れたので、本来カウンタの値は2増えて102にならなければならないのに、最終的にディスクに書き込まれた値は101となり、破綻をきたす。
以上の処理を時間に沿ってまとめたものが以下の表である。
| ディスク上の値 | スレッドA（値） | スレッドB（値） |
| -------------- | --------------- | --------------- |
| 100            | スレッド発生    |                 |
| 100            | 処理1(100)      |                 |
| 100            | 処理2(101)      |                 |
| 100            | 待機            | スレッド発生    |
| 100            | 待機            | 処理1(100)      |
| 100            | 待機            | 処理2(101)      |
| 101            | 待機            | 処理3(101)      |
| 101            | 待機            | スレッド終了    |
| 101            | 処理3(101)      |                 |
| 101            | スレッド終了    |                 |

### 排他制御を使用した場合
排他制御をしたクリティカルセクションとは、1つのスレッドのみが使用権を得ることができるプログラム上の処理領域である。この使用権はロック (lock) と呼ばれることもある。
あるスレッドが排他制御をしたクリティカルセクションに入っている間は、別のスレッドはクリティカルセクションに入ることができない。普通はそのスレッドは待機状態になる。
このカウンタプログラムの場合、プログラムの最初、つまり上の場合でいうと処理1の前に排他制御のロックを獲得してクリティカルセクションに入るという処理を付け加える必要がある。そして、スレッドが終了する前に排他制御のロックを解放してクリティカルセクションから出るという処理を付け加えれば完了である。
ここで、先ほどと同様にスレッドAが処理1、処理2を終わらせて処理3を実行する前に、スレッドBが発生したとする。しかし、ここで既にスレッドAがロックを獲得してクリティカルセクションに入っていることから、スレッドBはロックを獲得できず処理を開始できないため待機状態となる。そしてスレッドAが処理を終え、クリティカルセクションから出ると他のスレッドがロックを獲得できるようになり、スレッドBが待機を解除して処理を再開する。結果として、意図したとおりの正しい動作になる。
以上の処理を時間に沿ってまとめたものが以下の表である。なおクリティカルセクションはCSと略している。
| ディスク上の値 | スレッドA（値）          | スレッドB（値）          | CSの所有者 |
| -------------- | ------------------------ | ------------------------ | ---------- |
| 100            | スレッド発生             |                          |            |
| 100            | CSに入る                 |                          | スレッドA  |
| 100            | 処理1(100)               |                          | スレッドA  |
| 100            | 処理2(101)               |                          | スレッドA  |
| 100            | 待機                     | スレッド発生             | スレッドA  |
| 100            | 待機                     | CSに入ることに失敗       | スレッドA  |
| 101            | 処理3(101)               | 待機                     | スレッドA  |
| 101            | CSから出て、スレッド終了 | 待機                     |            |
| 101            |                          | CSに入る                 | スレッドB  |
| 101            |                          | 処理1(101)               | スレッドB  |
| 101            |                          | 処理2(102)               | スレッドB  |
| 102            |                          | 処理3(102)               | スレッドB  |
| 102            |                          | CSから出て、スレッド終了 |            |

## API
マルチタスクおよびマルチスレッドに対応したプラットフォーム（オペレーティングシステム）やプログラミング言語の標準ライブラリには、スレッド間あるいはプロセス間のクリティカルセクションの排他制御を実現するためのAPIが用意されている。
例えばMicrosoft Windowsでは、スレッド間の排他制御に使用するWindows APIとして、CRITICAL_SECTION構造体や、EnterCriticalSection(), LeaveCriticalSection()関数などが用意されている。またWindowsではプロセス間の排他制御にミューテックスを使用する。
POSIXスレッド (Pthreads) ではスレッド間の排他制御にミューテックスpthread_mutex_tを使用するが、これはWindowsにおけるミューテックスとは異なる概念である。pthread_mutexattr_setpshared()関数にてPTHREAD_PROCESS_SHAREDを指定することで、プロセス間の排他制御にpthread_mutex_tを使用できるようになる環境もある。
JavaやC#など、後発の言語には構文自体にクリティカルセクションのスレッド間排他制御を記述するための機能が組み込まれているものもある。